# Hidden & Dangerous
Hidden & Dangerous — компьютерная игра в жанре тактический шутер 1999 года про Вторую мировую войну, разработанный Illusion Softworks и изданный фирмой Take-Two Interactive. Игра была признана 4-й лучшей видеоигрой, разработанной в Чехии и Словакии в опросе от чешского сервера BonusWeb.

## Игровой процесс
Игрок выступает в роли командира спецотряда SAS, который выполняет миссии на территории, занятой противником. В каждой кампании даётся свой, уникальный набор оружия. Версия Deluxe содержит редактор, позволяющий создавать собственные миссии.

## Сюжет
Игроку необходимо пройти комплекс кампаний, в которые входят такие страны как Германия, Югославия, Норвегия, Восточная Пруссия и другие. По сюжету необходимо помешать разработкам ракетного оружия и ядерной бомбы, освободить заложников и выполнять другие операции. В игре присутствует бронетехника, самолеты и автомобили с мотоциклами, которые игрок может использовать по прямому назначению. Также игра включает в себя сетевой режим игры (работает только на Windows XP так как не рассчитан на другие системы). В некоторых миссиях игрок покидает зону боевых действий на самолете Avro Lancaster.

## Оценки и мнения
Версия для PC имела коммерческий успех, к маю 2000 года было продано 350 000 копий по всему миру. По состоянию на ноябрь 2007 года игра Hidden & Dangerous была продана в 1 миллион экземпляров. В версии для PC и Dreamcast получили «средние» обзоры в соответствии с веб-сайтом Metacritic. Гаррет Кеньон из NextGen отметил, что, несмотря на незначительные ошибки и графические недостатки, не позволяющие игре стать классикой, TalonSoft проделала отличную работу, представив качественный проект с достаточным количеством миссий, настроек и неожиданных элементов, чтобы игроки возвращались к нему снова.
| Сводный рейтинг    | Сводный рейтинг | Сводный рейтинг |
| Издание            | Оценка          | Оценка          |
| Издание            | Dreamcast       | PC              |
| ------------------ | --------------- | --------------- |
| GameRankings       | 71,18 %         | 75,29 %         |
| Metacritic         | 72/100          | 74/100          |
| Иноязычные издания |                 |                 |
| Издание            | Оценка          | Оценка          |
| Издание            | Dreamcast       | PC              |
| AllGame            | N/A             | [ 9 ]           |
| Edge               | N/A             | 9/10            |
| GameFan            | N/A             | 78 %            |
| Game Informer      | 7/10            | N/A             |
| GamePro            | [ 13 ]          | [ 14 ]          |
| GameSpot           | 6,3/10          | 7,1/10          |
| GameSpy            | 5,5/10          | N/A             |
| IGN                | 6,2/10          | 7,6/10          |
| PC Gamer (US)      | N/A             | 55 %            |

## Hidden & Dangerous: Fight for Freedom
Расширение было выпущено в 1999 году под названием Hidden & Dangerous: Fight for Freedom в Великобритании и Hidden & Dangerous: Devil’s Bridge в США в 2000 году. Это добавило новых солдат, оружие и миссии в новых местах, включая Польшу, Арденны и послевоенную Грецию.

## Hidden & Dangerous Deluxe
Полностью обновленная версия игры, Hidden & Dangerous Deluxe, была выпущена бесплатно, как коммерческое продвижение для продолжения Hidden & Dangerous 2. Она по-прежнему доступна как бесплатная.

## Обзоры
- Обзор на AG.RU